# Got My Mind Set on You
"Got My Mind Set on You" (ook geschreven als "(Got My Mind) Set on You") is een nummer gecomponeerd door Rudy Clark en oorspronkelijk opgenomen door James Ray onder de naam "I've Got My Mind Set on You". Een gewijzigde versie van het nummer werd later dat jaar uitgebracht als single op het label Dynamic Sound, door James Ray met Hutch Davie Orchestra & Chorus.
In 1987 nam ex-Beatle George Harrison een coverversie op als single, die later ook werd uitgebracht op zijn album Cloud Nine door zijn eigen platenlabel Dark Horse Records.

## Versie van George Harrison

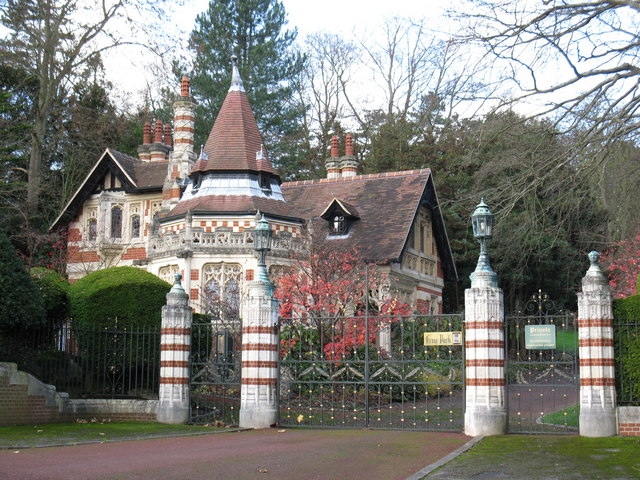
De ingang en het poorthuis van Friar Park, waar George en Olivia Harrison woonden, en waar Georges versie van Got My Mind Set on You werd opgenomen.

De eerste keer dat Harrison het nummer hoorde was in 1963 tijdens een bezoek aan zijn zus in de Verenigde Staten, vijf maanden voor The Beatles op de Ed Sullivan Show verschenen. Zijn zus leefde op het platteland van Illinois. George Harrison bezocht daar platenwinkels en kocht verschillende langspeelplaten. Een ervan was James Rays album uit 1962 dat het nummer bevatte. In januari 1987 begon Harrison zijn versie op te nemen in zijn eigen studio in Friar Park, met Jeff Lynne van Electric Light Orchestra als producent, bassist en toetsenist, Jim Keltner als drummer, Jim Horn op saxofoon, en Ray Cooper op percussie.
Deze opname is de enige van Harrisons drie nummer 1-singles in de Verenigde Staten die niet geschreven of gecomponeerd is door hemzelf. Het was de laatste nummer 1-hit van een ex-Beatle in het land. Billboard rangschikte het nummer als nummer drie voor 1988.
De B-kant van de single is Lay His Head, een geremixte versie van het onuitgebrachte nummer van Harrisons oorspronkelijk bedoelde Somewhere in England-album. De 12-inchversie van de single bevat ook een langere versie van Got My Mind Set on You.
In 2010 vonden de luisteraars van AOL Got My Mind Set on You het op drie na beste nummer van Harrison.

### Videoclips
Twee videoclips werden uitgebracht voor de single, beide geregisseerd door Gary Weis. De eerste gaat over Alexis Denisof die een meisje probeert te versieren in een arcadehal. Terwijl het meisje naar Harrison en zijn band kijkt probeert de jongeman een speelgoedballerina te winnen voor het meisje.
De tweede video is geïnspireerd op de toen recent uitgebrachte horrorkomedie Evil Dead II en toont een gitaar spelende Harrison. Het meubilair en de voorwerpen in de kamer beginnen steeds meer mee te zingen naarmate het nummer vordert. Een stuntman verving Harrison tijdens het moment waarbij hij een achterwaartse salto maakt en een dans doet vooraleer hij terug naar zijn stoel gaat. Deze tweede videoclip werd vaak getoond en werd genomineerd voor een MTV Video Music Award.

### Bezetting
Bezetting volgens Andrew Jackson.
- George Harrison – zang, gitaar
- Jeff Lynne – basgitaar, toetsen
- Jim Keltner – drums
- Jim Horn – saxofoon
- Ray Cooper – percussie

### Nummers
7"
1. "Got My Mind Set on You" – 3:51
2. "Lay His Head" – 3:51

12"
1. "Got My Mind Set on You" (langere versie) – 5:17
2. "Got My Mind Set on You" – 3:51
3. "Lay His Head" – 3:51

## Andere versies
Harrisons versie werd geparodieerd door "Weird Al" Yankovic op zijn album Even Worse, uit 1988, als "(This Song's Just) Six Words Long", waarbij hij de draak steekt met het repetitieve karakter van de liedjestekst.
Shakin' Stevens nam een versie op voor zijn album Now Listen uit 2006. Ierse zanger Lee Matthews coverde het voor zijn album It's a Great Day to Be Alive uit 2015. Brits entertainer en musicus  Warren James speelde het nummer tijdens een optreden in 2003 ten voordele van de Grand Order of Water Rats waar Harrison een actief lid van was.

## NPO Radio 2 Top 2000
| Nummer met noteringen in de NPO Radio 2 Top 2000 | '01  | '02  | '03  | '04  | '05  | '06  | '07 | '08  | '09  | '10 | '11  |
| ------------------------------------------------ | ---- | ---- | ---- | ---- | ---- | ---- | --- | ---- | ---- | --- | ---- |
| Got My Mind Set on You (George Harrison)         | 1311 | 1029 | 1274 | 1649 | 1799 | 1951 | -   | 1883 | 1729 | -   | 1927 |

1. ↑  Een '-' betekent dat het nummer niet was genoteerd en een vetgedrukt getal geeft de hoogste notering aan.
2. ↑  2001 was het eerste jaar met een notering voor dit nummer.
3. ↑  Deze tabel is bijgewerkt tot en met de laatste editie (2024).

## Verwijzingen
- MusicBrainz release group: 25f5572f-bc6e-30e3-84d2-c6d3b530791f
- MusicBrainz work: 04278dee-fb81-3229-9cb7-5c34c4f128c0